# 孟庆才
孟庆才（？—），男，中国医生，现任新疆维吾尔自治区中医医院副院长，农工党中央常委，农工党新疆区委会主委。第十二、十三届全国政协委员。